# نیروگاه سیکل ترکیبی اسلام‌آباد غرب
نیروگاه سیکل ترکیبی اسلام‌آباد غرب (استان کرمانشاه، اسلام‌آباد غرب)، یکی از نیروگاه‌های ایران از نوع سیکل ترکیبی با ظرفیت تولید ۴۸۴ مگاوات است که شامل ۲ واحد گازی ۱۶۲ مگاواتی مدل V94.2 و ۱ واحد بخار ۱۶۰ مگاواتی در قالب طرح B.O.O (ساخت، بهره‌برداری، مالکیت) دز زمینی به مساحت ۵۲ هکتار است.
سوخت اصلی این نیروگاه گاز طبیعی و سوخت پشتیبان آن نفت گاز (گازوئیل) است.